# نیکلاس پس
نیکلاس پس (به انگلیسی: Nicolas Pesce) (زاده ۱۸ ژانویه ۱۹۹۰) (نویسنده و کارگردان آمریکایی است که کارگردانی The Eyes of My Mother در سال ۲۰۱۶، Piercing در سال ۲۰۱۸ و کینه یا The Grudge در سال ۲۰۲۰ را بر عهده داشت.